# Cristina Rivera Garza
Cristina Rivera Garza (Tamaulipas, 1964. október 1. –) Pulitzer-díjas mexikói írónő és professzor, aki fikciós műveiről ismert, és több regénye, köztük a Nadie me verá llorar (Senki sem lát engem sírni) a legmagasabb mexikói irodalmi díjakat és nemzetközi elismeréseket is kapott. Tamaulipas államban született, az amerikai-mexikói határ közelében, és írói és tanári karrierjét mind az Egyesült Államokban, mind Mexikóban is fejlesztette. Történelmet és kreatív írást tanított különböző egyetemeken és intézményekben, többek között a Mexikói Autonóm Nemzeti Egyetemen, a Tec de Monterreyben, a Campus Tolucán és a San Diegó-i Kaliforniai Egyetemen, de jelenleg a Houstoni Egyetemen dolgozik. A 2020-as MacArthur-ösztöndíj kitüntetettje, és a közelmúltban elnyerte többek között a Juan Vicente Melo Nemzeti Novelladíjat, a Juana Inés de la Cruz-díjat (Garza az egyetlen szerző, aki kétszer nyerte el ezt a díjat) és az Anna Seghers-díjat.
2023-as memoárja, a Liliana legyőzhetetlen nyara, amely nővére életét és annak 1990-es, húszéves korában barátja által elkövetett gyilkosságát dokumentálja, a 2023-as National Book Award for Nonfiction döntőjébe került, és elnyerte a Pulitzer-díjat Memoár vagy önéletrajz kategóriában. A könyv portrét fest húga életéről, valamint megvizsgálja a párkapcsolati erőszak okait és a társadalom válaszát a párkapcsolati erőszakra.

## Élete
Rivera Garza a Tamaulipas állambeli Matamorosban született, Mexikó északkeleti részén, az Egyesült Államokkal közös határ közelében. Folyékonyan beszél angolul és spanyolul, és tizenéves kora óta vágyik az írásra.
Az ENEP-Acatlán (az UNAM része) szociológia szakán végezte egyetemi tanulmányait, majd az UNAM-on latin-amerikai történelemből szerzett mesterdiplomát. Ph.D. fokozattal rendelkezik történelem szakon a Houstoni Egyetemen (1995). Doktori disszertációját az emberi testnek az államhatalom alávetéséről írta a 20. század eleji mexikói elmegyógyintézetekben.
Mexikó és az Egyesült Államok különböző pontjain élt, tanári karrierjét a határ mindkét oldalán fejlesztette, Mexikóvárosban, Tolucában, Houstonban és San Diegóban élt. Rivera Garza „meghatározó éveinek” egy részét Mexikóvárosban töltötte, ahol tanult, és elmondása szerint ennek köszönhetően személyes és bensőséges kapcsolata alakult ki a mexikói fővárossal, amely Nadie me verá llorar című regényében is megjelenik. Azonban soha nem költözött véglegesen a fővárosba, amely Mexikó irodalmi központja, így kívülállónak érzi magát az ország irodalmi életében. Azt is kijelentette, hogy nem szereti, hogy Mexikó kultúrája a fővárosban összpontosul.
Bár nem hajlandó szavakkal jellemezni magát, azt állítja, hogy „én vagyok én és a billentyűzetem”. Kijelenti, hogy a személyisége nem rögzített, és ez korlátozó lenne. Érdeklődése az elbeszélés, a történelem és az emberi nyelv/kommunikáció természete felé irányul. Úgy véli, hogy az írás élet-halál kérdése lehet, és hogy az íróknak a való életben és a képzeletben is rosszul kell viselkedniük, hogy kapcsolódjanak a világhoz, és jobban tudjanak történeteket mesélni.

## Pedagógusi pályafutás
Mindig is teljes munkaidős tanári állása volt, ami korlátozza idejét a kreatív írásra, amiről jobban ismert. Első professzori állása 1997-től 2004-ig a San Diegó-i Állami Egyetemen volt, ahol mexikói történelmet tanított. 2001-ben a CECUT/Centro Cultural de Tijuana meghívta, hogy tanítson kreatív írást, ami elmondása szerint megváltoztatta „személyes dinamikáját, sok kapcsolatomat Mexikóval”, mivel ismét egy spanyol dominanciájú egyetemi környezetben volt.
2004-ben visszatért Mexikóba, ahol a Tec de Monterrey Toluca kampuszán a bölcsészettudományok professzora és társigazgatója volt. 2008-ban visszatért San Diegóba, ahol a San Diego-i Kaliforniai Egyetem irodalmi tanszékének kreatív írás professzora lett.
Tanított a Universidad Autónoma del Estado de México (UAEM) és a DePauw University egyetemeken is, és kutatásokat végzett az elmebajról alkotott népi elképzelésekről és a mexikói pszichiátria történetéről. Kutatási munkái olyan folyóiratokban jelentek meg, mint a Hispanic American Historical Review, a Journal of the History of Medicine and Allied Sciences, valamint angliai és argentin folyóiratokban.
Garza jelenleg a spanyolajkú tanulmányok M.D. Anderson Distinguished Professzoraként, valamint a Kreatív Írás Program igazgatójaként és alapítójaként dolgozik a Houstoni Egyetemen. A Kreatív Írás Program az első spanyol nyelvű kreatív írás doktori program az Egyesült Államokban.

## Írói karrier

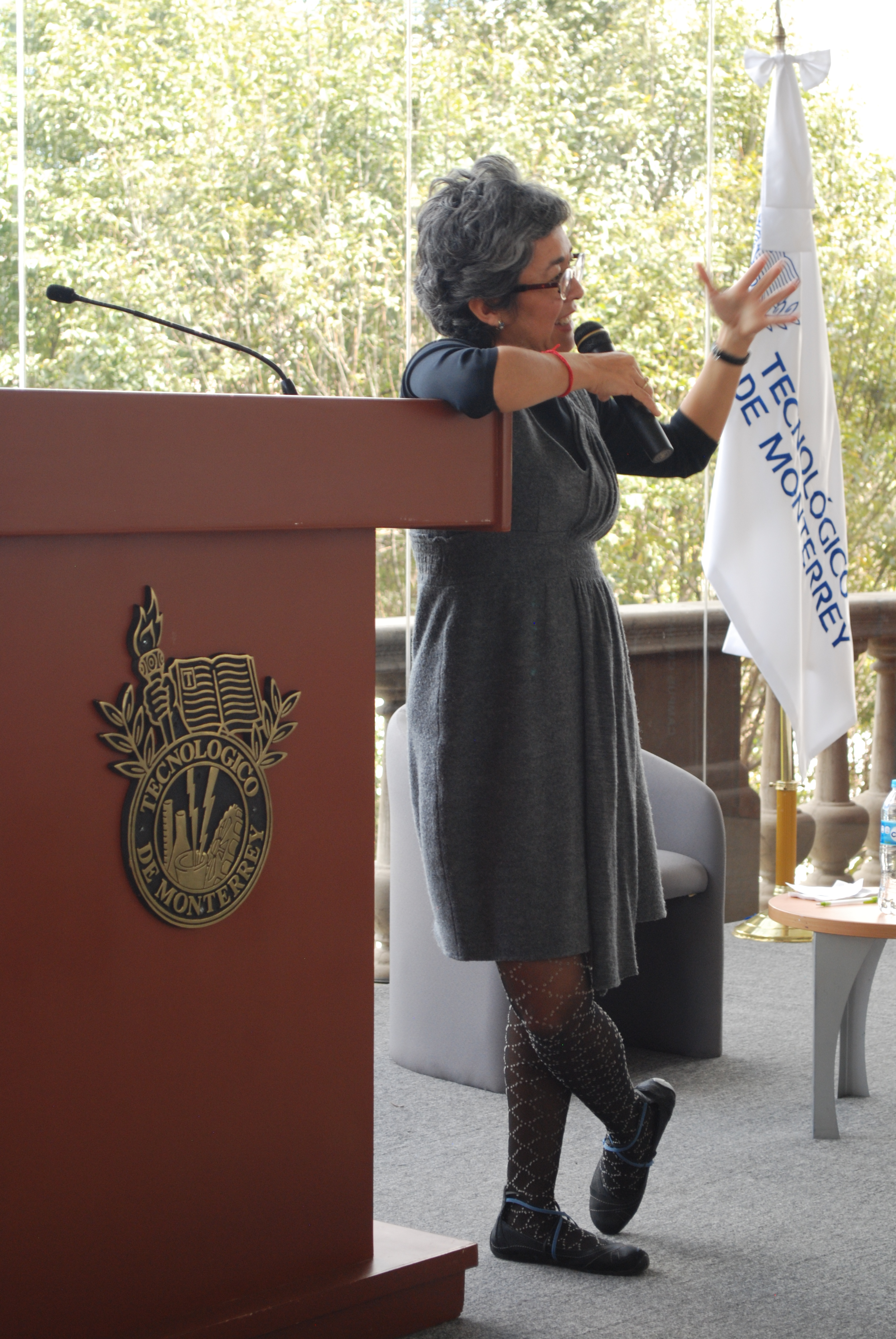
Rivera bemutatja az El Mal de la Taiga című könyvet a Monterrey Technológiai Intézetben, Mexikóvárosban.

Rivera Garza generációjának egyik legtermékenyebb mexikói írója, a CME (1984), a FONCA (1994, 1999) és a Centro de Estudios México-Estados Unidos (1998) ösztöndíjait kapta. A könyvek írása mellett olyan kiadványokkal dolgozott együtt, mint az El Cuento, El Sol de Toluca, Excélsior, La Guillotina, La Palabra y El Hombre, Macrópolis, Nacional, Punto de Partida, Revista de la UAEM és San Quintin.
Rivera Garza a digitális világot is felfedezte, mint a kreatív munkák publikálásának helyszínét. Ez a blogolással kezdődött, kezdve egy mára már megszűnt, Blogsívela nevű oldallal, amely az olvasók részvételével írt regény/blog. Az 1990-es évek vége óta blogol, jelenlegi blogja 2004-ből való. Ahelyett azonban, hogy blogját kizárólag promóciós célokra használná, mint a legtöbb más író, Rivera Garza arra használja az erőforrást, hogy olyan anyagokat tegyen közzé, amelyek kísérletezőbbek és nem kötik a hagyományos könyvkiadás követelményei. Kísérletezett a Twitterrel is (@criveragarza), és tweetjei a twitterezésről és az irodalomról szóló metakommentárokat fejlesztik, mondván: „Nézd meg így: egy cikk három vagy négy tweettel körülvett szöveg”. Ő alkotta meg a „tweetnovel” (spanyolul tuitnovela) kifejezést, mint a karakterek által írt idővonal. Az alkotásban különböző emberek vesznek részt, de van valaki, aki az idővonalért felel.

## Filozófia és stílus
Műveit „nyugtalanító élvezetként” jellemezték. Íróként arra törekszik, hogy elsötétítse a dolgokat és gyanakvóvá tegye az olvasókat, mivel úgy véli, hogy „túl sok fény és világosság van a világban”, valamint túl sok a kommunikáció és az üzenetközvetítés. Nem azért ír, hogy történeteket alkosson, nem azért, hogy kifejezze önmagát, vagy meggyőzze az olvasókat az álláspontjáról. Ehelyett úgy véli, hogy egyfajta valóságot állít elő, és egyetért Caridad Ascensio költővel abban, hogy a könyvek utazást biztosítanak egy lelkiállapoton keresztül. Nem hiszi, hogy a szépirodalom célja a tájékoztatás, hiszen ennek más módjai is vannak, hanem inkább a gondolkodás fizikai megnyilvánulásának tekinti az írást. Rivera Garza úgy véli, hogy az irodalom egyike azon kevés lehetőségeknek, amelyekkel az emberek a nyelven keresztül felfedezhetik az emberi tapasztalatok határait, és kijelentette, hogy azok a könyvek voltak rá a legnagyobb hatással, amelyek gondolkodásra késztették.
Alkotásai többnyire stílusok, műfajok és elemek hibridjei. Olyan stílusokat vegyít, mint az elbeszélés, a költészet, a novella és a regény. Képzeletének elemeit vegyíti a valóság elemeivel, beleértve a történelmi dokumentumokat is, sőt, egyik regényében még saját magát is szerepelteti. Munkái gyakran a marginalizáltakra, például elmebetegekre és prostituáltakra összpontosítanak, és megkérdőjelezik azt az elképzelést, hogy az olyan fogalmak, mint a szex, a nemzet vagy a narratív identitás stabilak. Számos művét a határ mindkét oldalán szerzett tapasztalatai befolyásolták, elsősorban spanyolul ír, de írt már angolul is.

## Elismerés
Rivera Garza Mexikó egyik legismertebb írója, hatszor nyerte el Mexikó legmagasabb irodalmi díját, Jorge Volpi kedvenc írójának nevezte. Munkáit, különösen a Nadie me verá llorar címűt, olyan kritikusok méltatták, mint Carlos Fuentes, aki szerint nem kapta meg a megérdemelt figyelmet.
Munkássága számos elismerést hozott számára, kezdve az 1980-as években a Punto de Partida versíróversennyel (1984, Apuntes) és a San Luis Potosí-i Nemzeti novelladíjjal (1987, La guerra no importa). Az 1990-es években első regénye, a Desconocer 1994-ben a Juan Rulfo-díj döntőjébe került.

2001-ben elnyerte a Juan Vicente Melo Nemzeti novelladíjat, 2003 és 2005 között pedig az SNCA tagjává választották.
Első nemzetközi díja a 2005-ben Berlinben átadott Anna Seghers-díj volt.
Legismertebb műve a Nadie me verá llorar, amely 2000-ben elnyerte a legjobb megjelent regénynek járó IMPAC/CONARTE/ITESM nemzeti díjat Mexikóban, 2001-ben a Sor Juana Inés de la Cruz-díjat, valamint 1997-ben a legjobb regénynek járó José Rubén Romero nemzeti irodalmi díjat, és az IMPAC Nemzetközi Dublini Irodalmi Díj döntőse volt. Carlos Fuentes „az egyik legfelkavaróbb és legszebb regénynek nevezte, amelyet Mexikóban valaha írtak”.
A Sor Juana Inés de la Cruz-díjat 2009-ben La muerte me da című művéért nyerte el – ő az egyetlen szerző, aki kétszer is elnyerte ezt a díjat.
2012-ben Rivera Garza tiszteletbeli humán doktori címet kapott a Houstoni Egyetemtől.
Emellett megkapta a Roger Caillois-díjat a latin-amerikai irodalomért (Párizs, 2013).
2020-ban elnyerte a MacArthur „Genius” ösztöndíjat.
El invencible verano de Liliana / Liliana's Invincible Summer című könyvéért 2024-ben elnyerte a Pulitzer-díjat memoár-önéletrajz kategóriában.

### Díjai
- Pulitzer Prize for Memoir-Autobiography, 2024, El invencible verano de Liliana / Liliana's Invincible Summer.
- José Rubén Romero National Book Award, 1997; IMPAC-CONARTE-ITESM Award, 1999; Sor Juana Inés de la Cruz Prize(wd), 2001 for Nadie me verá llorar.
- Rómulo Gallegos Iberoamerican Award (2003) runner-up for La cresta de Illón.
- Sor Juana Inés de la Cruz Prize, 2009, for La muerte me da.
- Shirley Jackson Award(wd) for the English translation of El mal de la taiga.
- In December 2024, Cristina Rivera Garza was included on the BBC's 100 Women(wd) list.[32]

## Publikációk
Rivera Garza munkáit lefordították angolra, portugálra, németre, olaszra és koreaira.

### Regények
- Nadie me verá llorar (Mexico/Barcelona: Tusquets, 1999).  
  - No One Will See me Cry, translated by Andrew Hurley, ed. NU Press, 2003.
  - Re-edition: Nadie me verá llorar (Mexico: Tusquets, 2014).
- La cresta de Ilión (Mexico/Barcelona: Tusquets, 2002).
  - Il segreto, translated by R. Schenardi, ed. Voland, 2010.
  - The Iliac Crest, translated by Sarah Booker, ed. Feminist press, 2017; And Other Stories, UK, 2018.
- Lo anterior (Mexico: Tusquets, 2004).
- La muerte me da (Mexico/Barcelona: Tusquets, 2007).
- Verde Shanghai (Mexico: Tusquets, 2011).
- El mal de la taiga (Mexico: Tusquets, 2012)
  - The Taiga Syndrome, translated by Suzanne Jill Levine and Aviva Kana (Dorothy, US, 2018; And Other Stories, UK, 2019).
- Autobiographía del algodón (Literatura Random House, 2020)

### Novellagyűjtemények
- La guerra no importa (Mexico: Mortiz, 1991). San Luis Potosí National Book Award, 1987.
- Ningún reloj cuenta esto (Mexico: Tusquets, 2002). Juan Vicente Melo National Book Award, 2001.
- La frontera más distante (Mexico/Barcelona: Tusquets, 2008).
- Allí te comerán las turicatas (Mexico: La Caja de Cerillos Ediciones/DGP, 2013).

### Opera
- Viaje - in collaboration with Javier Torres Maldonado, work commissioned by the Festival Internacional Cervantino.[33]

### Költészet
- La más mía (Mexico: Tierra Adentro, 1998).
- Los textos del yo (Mexico: Fondo de Cultura Económica, 2005).
- La muerte me da (Toluca: ITESM-Bonobos, 2007).
- El disco de Newton, diez ensayos sobre el color (Mexico: Dirección de Literatura, UNAM, Bonobos, 2011).
- Viriditas (Guadalajara: Mantis/UANL, 2011).

### Non-fiction
- La Castañeda. Narrativas dolientes desde el Manicomio General, 1910-1930 (Mexico: Tusquets, 2010).
- Dolerse. Textos desde un país herido (Mexico: Sur+, 2011).
- Los muertos indóciles. Necroescrituras y desapropiación (Mexico: Tusquets, 2013).
- Liliana’s Invincible Summer: A Sister’s Search for Justice, 2023

### Szerkesztőként
- Romper el hielo: Novísimas escrituras al pie de un volcán (Toluca: ITESM-Bonobos, 2006).
- La novela según los novelistas (México: Fondo de Cultura Económica, 2007).
- Romper el hielo: Novísimas escrituras al pie de un volcán. El lugar (re) visitado (México: Feria del Libro, Secretaría  de Cultura, GDF, 2007).
- Rigo es amor. Una rocola de dieciséis voces (Mexico: Tusquets, 2013).

### Fordítások
Spanyolról angolra:
- "Nine Mexican Poets Edited by Cristina Rivera-Garza," in New American Writing #31.

Angolról spanyolra:
- Notas sobre conceptualismos (Mexico: Conaculta, 2013).
- "Por la niebla del nosotros" translation and introduction of Juliana Sphar, in Nexos.
- Translations of poems by Don Mee Choi, Edwin Torres, Juliana Sphar, Harryette Mullen, among others, included in Los muertos indóciles. Necroescrituras y desapropiación.

### Magyarul megjelent
- Liliana legyőzhetetlen nyara (El invencible verano de Liliana) – Sonora, Siklós, 2024 · ISBN 9786150201399 · Fordította: Eőry Zsófia

## Fordítás
- Ez a szócikk részben vagy egészben  a   Cristina Rivera Garza című angol Wikipédia-szócikk fordításán alapul.  Az eredeti cikk szerkesztőit annak laptörténete sorolja fel. Ez a jelzés csupán a megfogalmazás eredetét és a szerzői jogokat jelzi, nem szolgál a cikkben szereplő információk forrásmegjelöléseként.